# Burgstall Festenberg
Die abgegangene Burg Festenberg befand sich oberhalb des Ortsteiles Staubershammer der Stadt Auerbach in der Oberpfalz im Landkreis Amberg-Sulzbach von Bayern. Das Objekt wird im BayernAtlas als  Bodendenkmal mit der Aktennummer D-3-6235-0005 geführt und als „mittelalterlicher Burgstall“ bezeichnet.

## Geschichte
Die Höhenburg auf dem Festenberg ist vermutlich im 12. Jahrhundert entstanden. 1402 wird der unterhalb gelegene Hammer Ziegelmühl (ab dem 16. Jahrhundert Staubershammer genannt) vom Kloster Michelfeld an die Nürnberger Bürgerin Elsa Streberin zu Strebenstein verkauft; deren Gatte Hans Streber erhielt 1405 die  Burg Steinamwasser als Bamberger Lehen. 1416 erlaubt Pfalzgraf Johann dem Nürnberger Patrizier Lamprecht Groß oberhalb seines Hammers Ziegelmühl „die Behausung (das Schloß) zu bauen und zu bessern“. Der Pfalzgraf verzichtet auf seine Rechte am Hammer zugunsten des Öffnungsrechts an der Burg Festenberg. 1438 verkauft Lamprecht Groß den Hammer samt Behausung und Blechhammer an das Kloster Michelfeld. 1445 erhält Albrecht Zerreyßen außer dem Schloss oberhalb des Hammers den Hammer zur Pacht. Im 15. Jahrhundert wird die Burg vermutlich in den Hussitenkriegen zerstört. Vermutlich wurde damals das heute noch bestens erhaltene Herrenhaus des Staubershammer errichtet.

## Baulichkeit
Der Burgfelsen liegt auf einer  Hochfläche oberhalb von Staubershammer. Von der ehemaligen Turmburg sind nur noch wenige Grundmauern, aber sehr deutliche Wall- und Grabenanlagen erhalten.